# Adolf Glatt

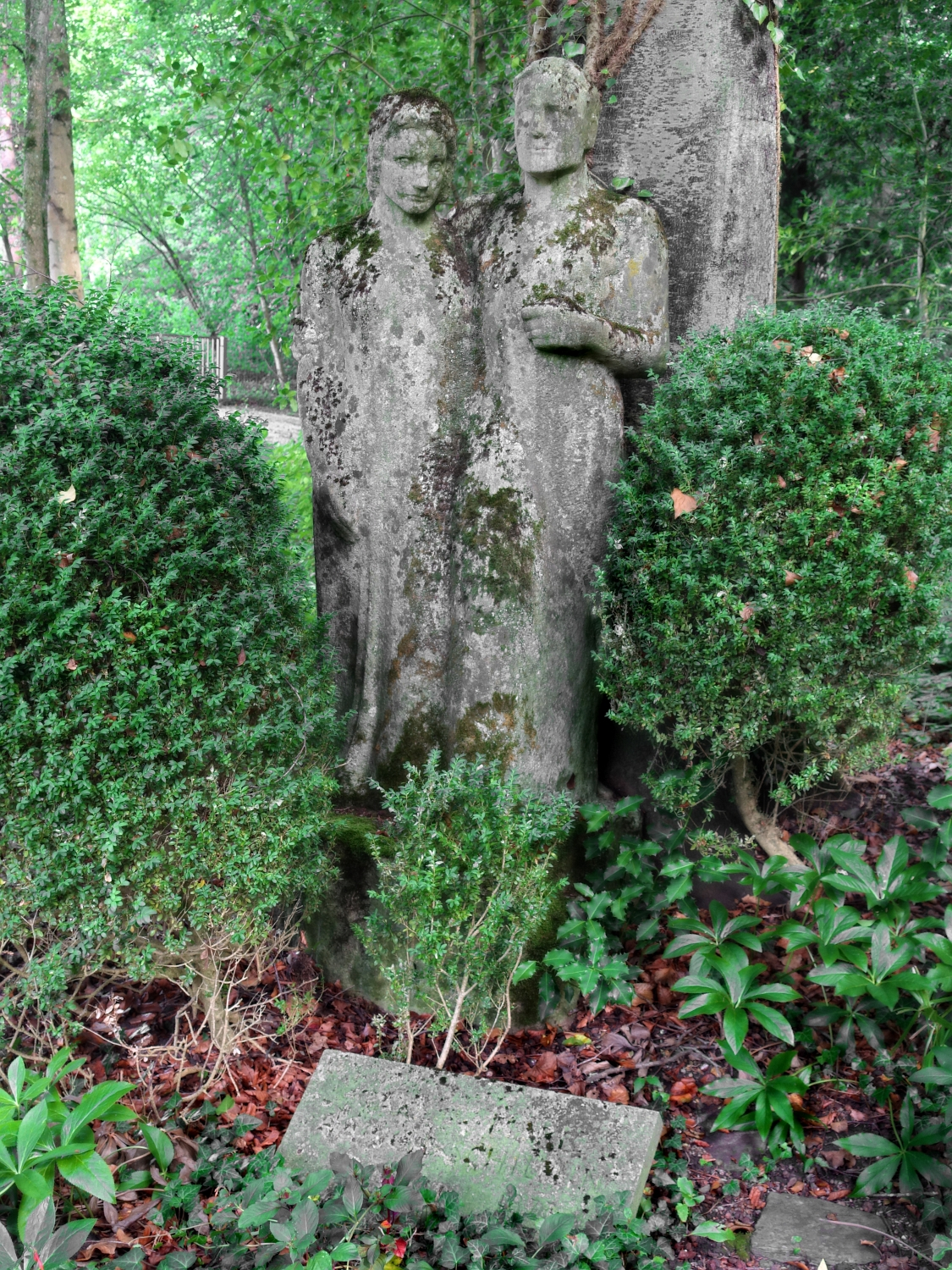
Skulptur von Adolf Glatt, Waldfriedhof Rheinfelden

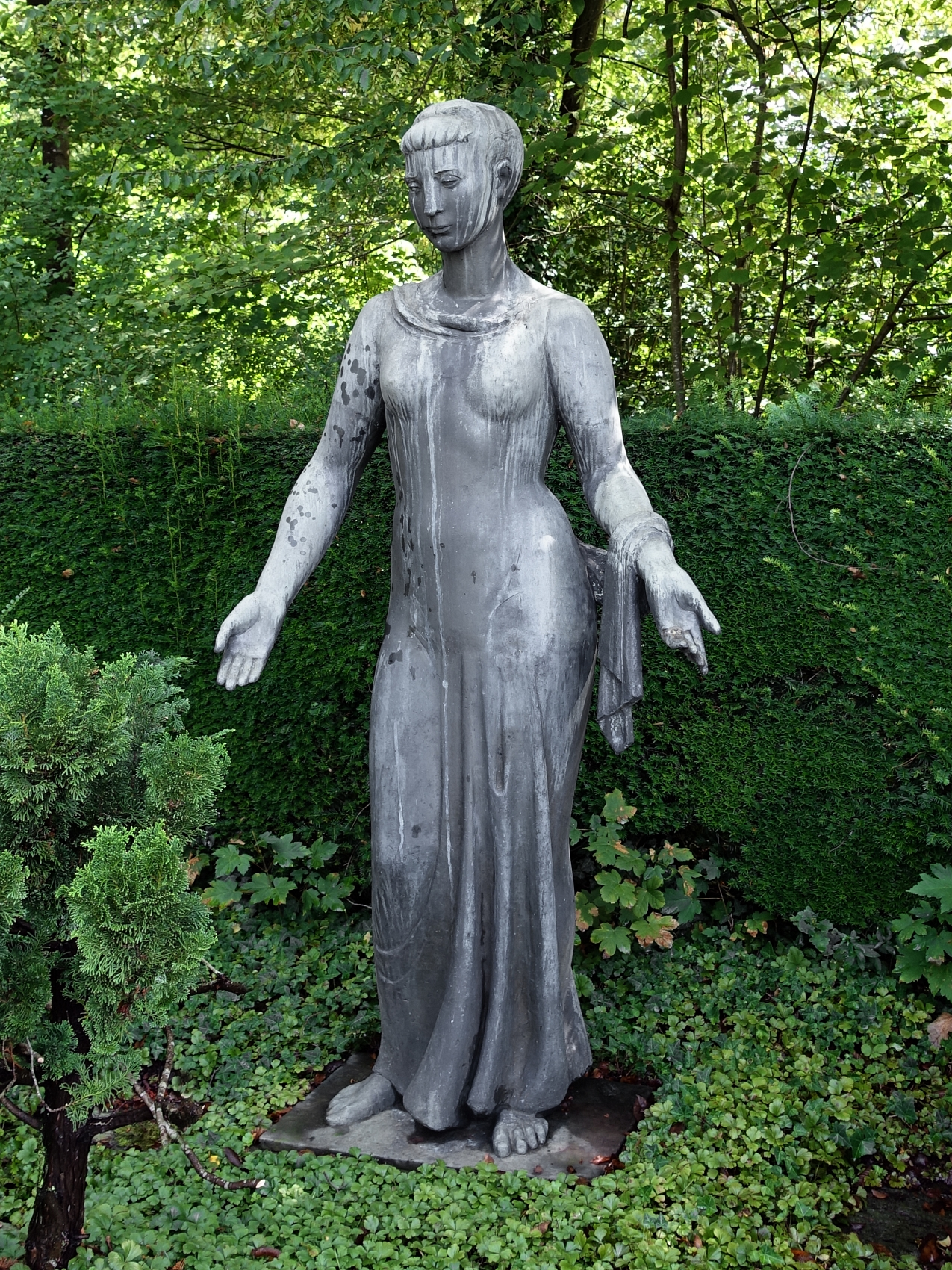
Skulptur von Adolf Glatt, Friedhof am Hörnli Riehen

Adolf Glatt (* 3. September 1899 in Schopfheim; † 12. November 1984 in Basel) war ein Schweizer Bildhauer und Maler.

## Leben und Werk
Adolf Glatt war ein Sohn eines Bildhauers und wuch in Rheinfelden auf. Nach der Schulzeit absolvierte er eine Bildhauerlehre in St. Gallen.
Seine Ausbildung ergänzte er an der Allgemeinen Gewerbeschule Basel bei dem Bildhauer und Kunstpädagoge Otto Meyer sowie bei dem Maler Hermann Meyer. Nach seiner Ausbildung an der Kunstgewerbeschule fertigte er die ersten Bildnisbüsten, Tierplastiken und Statuen für Grabmäler an.
Glatt wurde im Ersten Weltkrieg eingezogen und geriet in Folge in amerikanische Kriegsgefangenschaft. Diese traumatischen Kriegserlebnisse belasteten ihn lange. Erst als er nach Basel übergesiedelte, konnte er die Krise allmählich überwinden.
1945 heiratete Glatt Johanna, geborene Kohler und widmete sich der Malerei. In Folge schuf er vor allem Landschaften und Stillleben in Aquarell. In den 60er-Jahren kamen Glasbilder und Betonfenster dazu.
1961 schuf der Maler Fritz Ryser von Glatt ein Porträt das der Kunstkredit Basel-Stadt erwarb. Glatt war zeitlebens mit Jakob Strasser befreundet.

## Ausstellungen
- 1935: Weihnachtsausstellung Basler Künstler, Kunsthalle Basel
- 1950: Weihnachtsausstellung, Kunsthalle Basel
- 1951: Plastik und Wandteppiche, Kunsthalle Bern
- 1951: Malerei, Schweizerische Kunstausstellung, Kunstmuseum Bern
- 1951: Zeichnung und Grafik, Schweizerische Kunstausstellung, Kunstmuseum Bern
- 1974: Weihnachtsausstellung Basler Künstler, Kunsthalle Basel